# MTV Europe Music Awards 1994
První MTV Europe Music Awards se zahájilo pořádným rámusem vpředu Berlínské Braniborské bráně, pět let potom, co byla proslule zbořena Berlínská zeď. Moderátorem byl velšský hudební mistr Tom Jones. Na show vystupovali Aerosmith, Björk, Roxette, Take That a George Michael. Předávajícími byli East 17, Jean Paul Gaultier, Naomi Campbell, Pamela Anderson a modelka Helena Christensen, která skvěle políbila člena skupiny INXS Michaela Hutchence živě na pódiu.

## Nominace
Výherci jsou tučným písmem.

### Nejlepší píseň
- Aerosmith — "Cryin'"
- Beck — "Loser"
- Björk — "Big Time Sensuality"
- Blur — "Girls & Boys"
- Youssou N’Dour a Neneh Cherry — "7 Seconds"

### Nejlepší režie
- Whale — "Hobo Humpin' Slobo Babe" (režie Mark Pellington)
- U2 — "Stay (Faraway, So Close!)" (režie Wim Wenders a Mark Neale)[1]

### Nejlepší zpěvačka
- Tori Amos
- Björk
- Mariah Carey
- Neneh Cherry
- Marusha

### Nejlepší zpěvák
- Bryan Adams
- MC Solaar
- Prince
- Seal
- Bruce Springsteen

### Nejlepší skupina
- Aerosmith
- Beastie Boys
- Crowded House
- Rage Against the Machine
- Take That

### Nejlepší nováček
- Beck
- Crash Test Dummies
- Deus
- Therapy?
- Whale

### Nejlepší Dance
- 2 Unlimited
- D:Ream
- Jam & Spoon
- The Prodigy
- Reel 2 Real

### Nejlepší Rock
- Aerosmith
- Metallica
- Rage Against the Machine
- Soundgarden
- Therapy?

### Nejlepší Cover
- Ace of Base — "Don't Turn Around"
- Big Mountain — "Baby, I Love Your Way"
- Gun — "Word Up!"
- Pet Shop Boys — "Go West"
- Wet Wet Wet — "Love Is All Around"

### Free Your Mind
- Amnesty International

## Vystoupení
- Ace of Base — "Living in Danger"
- Aerosmith — "Cryin'"
- Björk — "Big Time Sensuality"
- George Michael — "Freedom"
- Prince — "Peach"
- Roxette — "Sleeping in My Car"
- Take That — "Sure"
- Therapy? — "Die Laughing"
- Tom Jones — "If I Only Knew"